# Garold Grigorievich Isakovich
Garold Grigorievich Isakovich (tiếng Nga: Гарольд Григорьевич Исакович, sinh 7 tháng 11 năm 1931, mất 1992) là một kiến trúc sư người Liên Xô. Là tác giả của nhiều công trình kiến trúc được nhiều người biết tới ở Liên Xô và Việt Nam như Khu tưởng niệm Lenin ở Ulyanovsk, Cung Văn hóa Lao động Hữu nghị Việt Xô, Lăng Chủ tịch Hồ Chí Minh, và Bảo tàng Hồ Chí Minh ở Hà Nội, Isakovich đã được trao tặng nhiều giải thưởng như Giải thưởng Lenin của Nhà nước Liên Xô năm 1972 hay Anh hùng Lao động của Nhà nước Việt Nam năm 1976.

## Tiểu sử
Garold Isakovich sinh ngày 7 tháng 11 năm 1931 tại Moskva, Liên Xô trong một gia đình có bố là người Nga gốc Do Thái và mẹ là người Nga.
Năm 1956, sau khi tốt nghiệp Học viện Kiến trúc Moskva, Isakovich bắt đầu có những dự án kiến trúc đầu tiên, đó là dự án quy hoạch và phát triển khu dân cư của các thành phố Balashikha, Dzerzhinsky, và Voskresensk ở vùng thủ đô Moskva (1956-1959). Từ năm 1966, ông được đề bạt vào chức kiến trúc sư trưởng của Viện nghiên cứu trung ương về thiết kế mới cho các tòa nhà lớn và công trình thể thao (ЦНИИ экспериментального проектирования зрелищных зданий и спортивных сооружений). Trong vai trò này, ông đã tham gia nhiều dự án lớn trong thập niên 1960 và 1970 ở cả Liên Xô, Afghanistan, và Việt Nam. Riêng tại Việt Nam, Isakovich đã tham gia vào việc thiết kế cả ba công trình kiến trúc theo phong cách Liên Xô lớn nhất ở Hà Nội là Lăng Chủ tịch Hồ Chí Minh (1973-1975), Cung Văn hóa Lao động Hữu nghị Việt Xô (1978-1985), và Bảo tàng Hồ Chí Minh (1985-1990).
Garold Grigorievich Isakovich mất năm 1992 tại Moskva và được chôn cất tại Nghĩa trang Vvedensky.

## Công trình nổi bật
- Nhà xưởng thí nghiệm của các nhà máy hóa chất ở Moskva và Kazan (1958-1959)
- Khu tưởng niệm Lenin ở Ulyanovsk (1967-1970, cùng với B. S. Mezentsev , M. P. Konstantinov và L. B. Fabrikant - Giải thưởng Lenin năm 1972)[5]
- Quảng trường trung tâm thành phố Tula (1970)[6]
- Lăng Chủ tịch Hồ Chí Minh ở Hà Nội (1973–1975)[7]
- Đài tưởng niệm Leonid Krasin ở Kurgan (1978, cùng với Yu. L. Chernov)
- Đài tưởng niệm I. D. Shadr ở Shadrinsk (1984, cùng với Yu. L. Chernov)
- Cung Văn hóa Lao động Hữu nghị Việt Xô ở Hà Nội (1978-1985)
- Đài tưởng niệm Yuri Gagarin ở Orenburg (1986)[8]
- Bảo tàng Hồ Chí Minh ở Hà Nội (1985-1990)[9]

## Hình ảnh

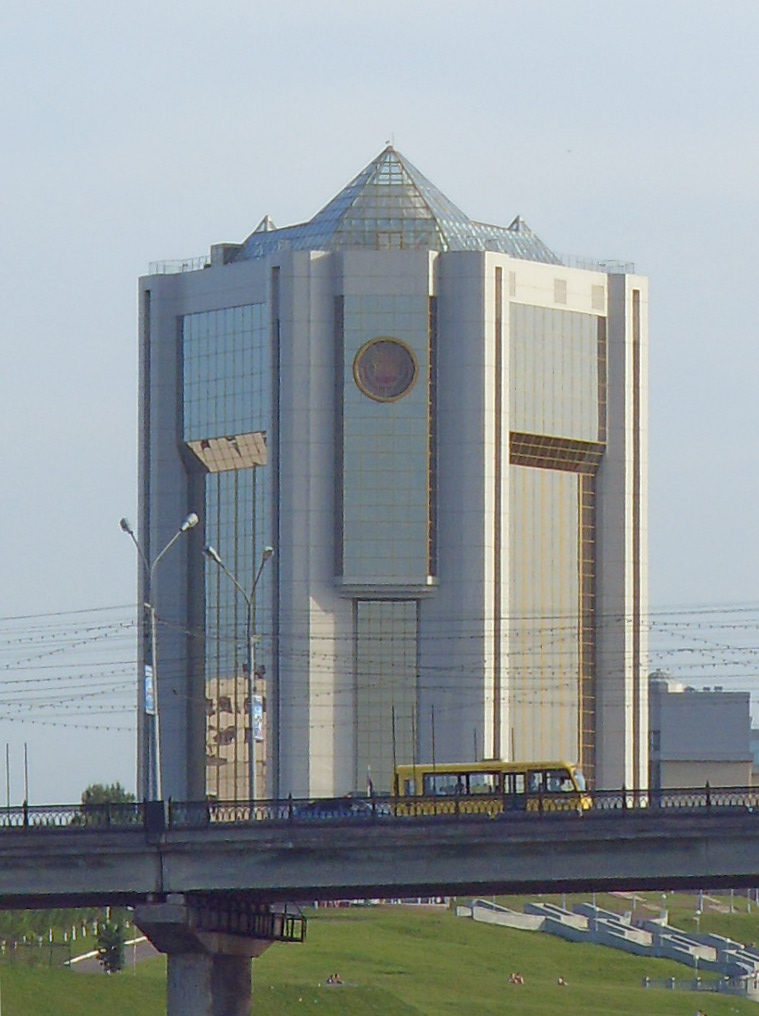
Tòa nhà chính phủ Cộng hòa Chuvash
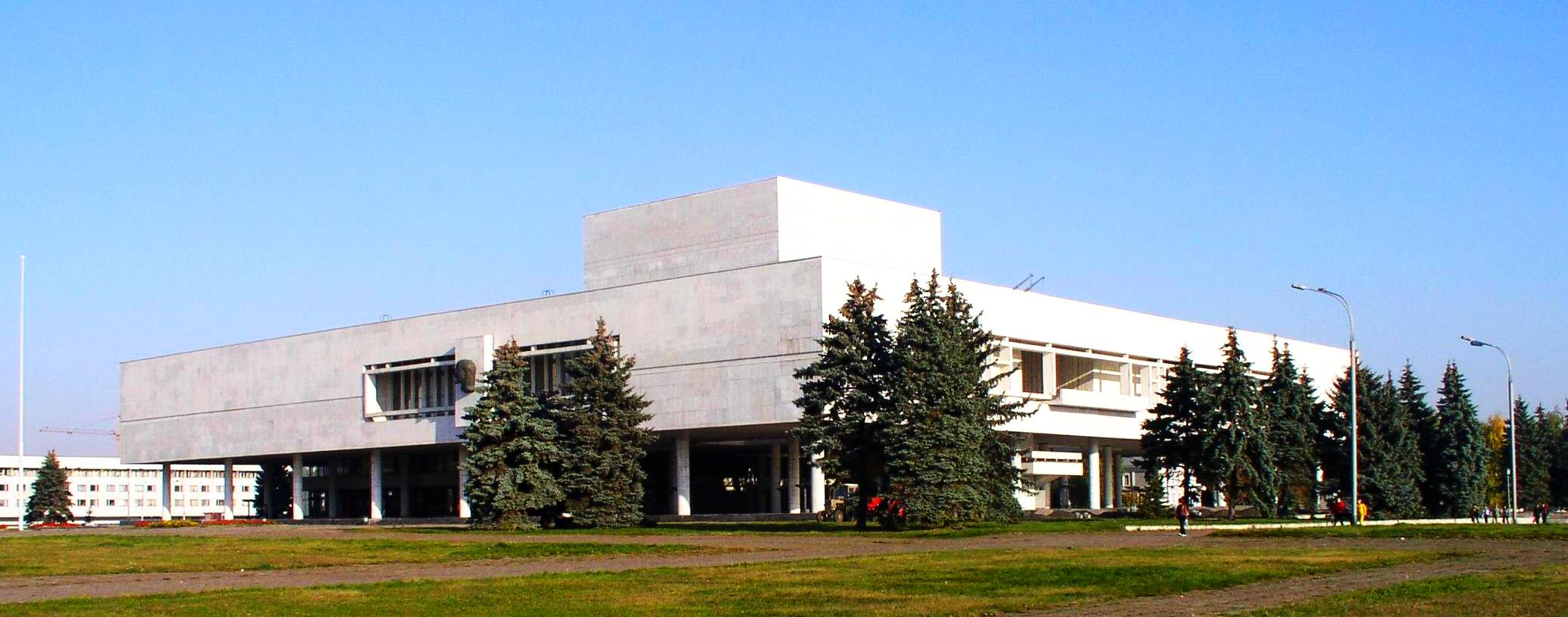
Khu tưởng niệm Lenin ở Ulyanovsk
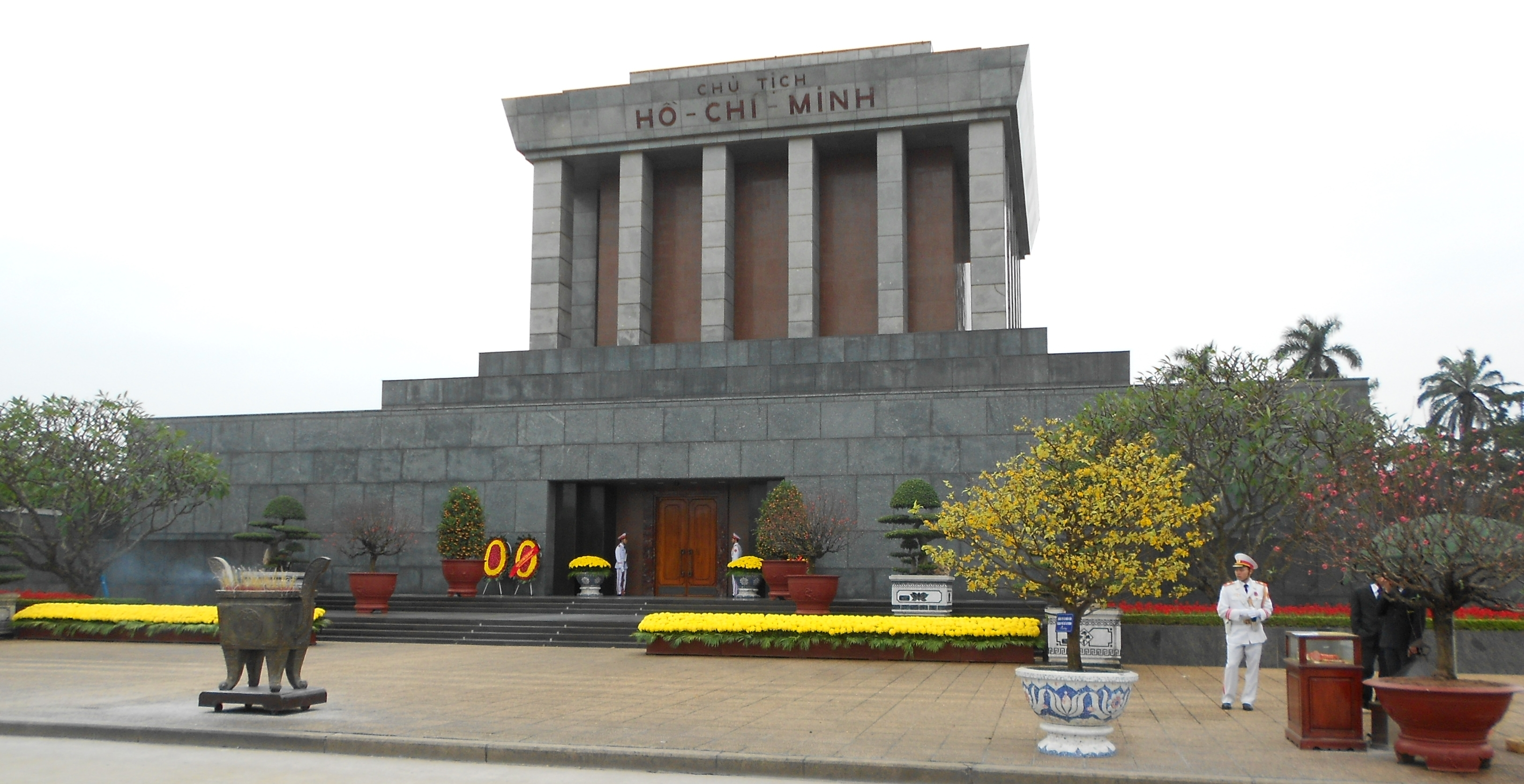
Lăng Chủ tịch Hồ Chí Minh, Hà Nội
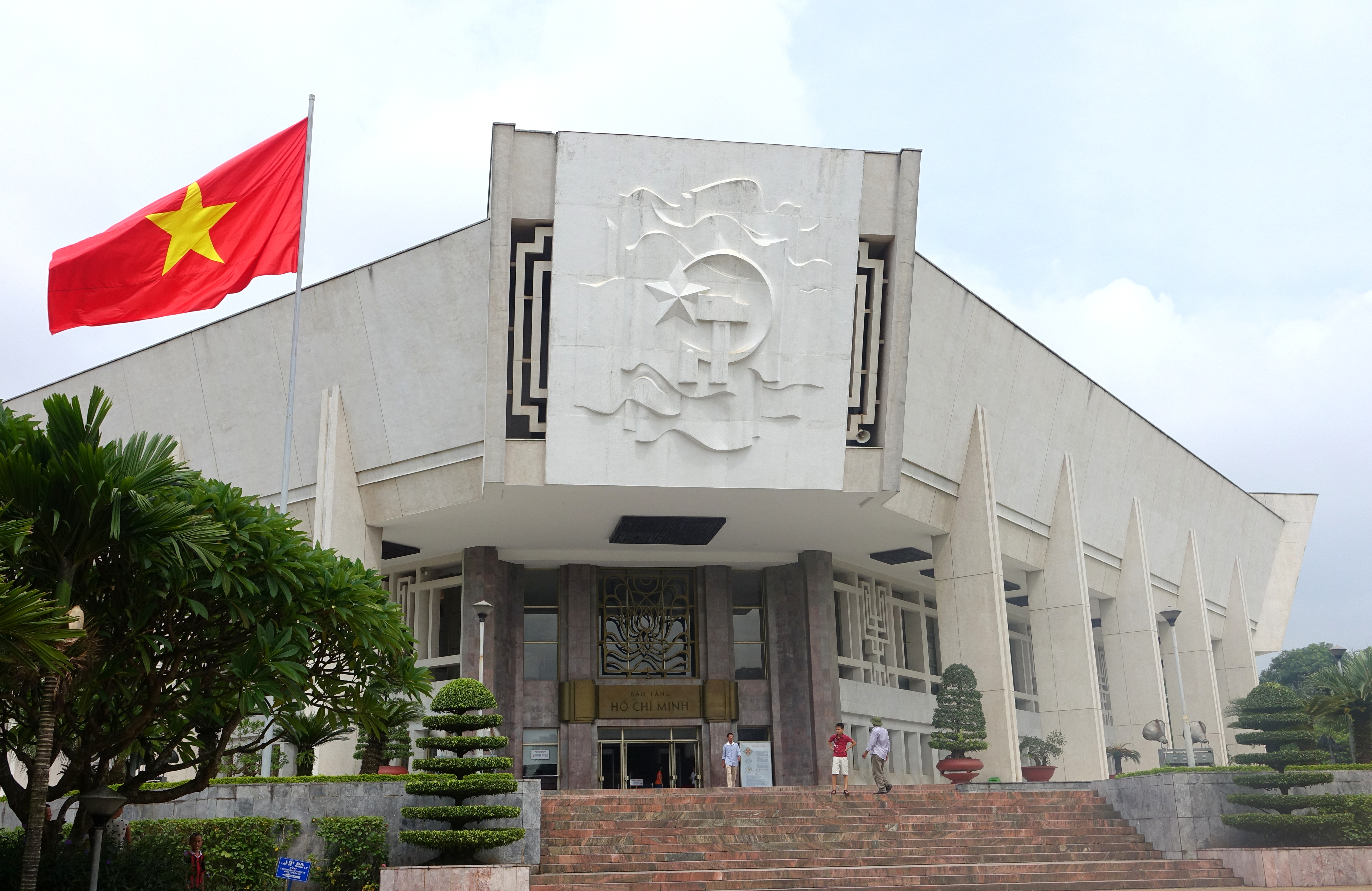
Bảo tàng Hồ Chí Minh, Hà Nội
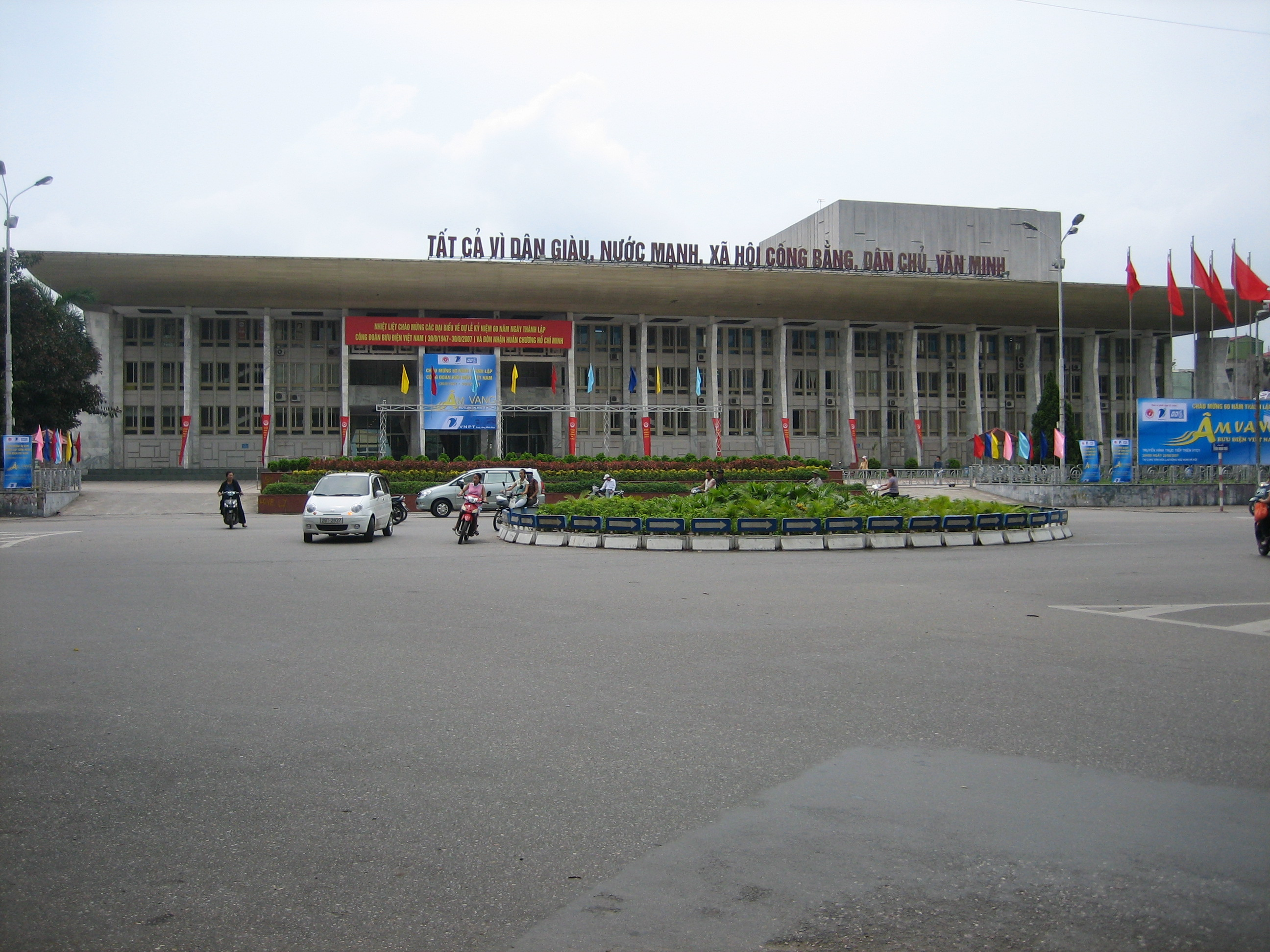
Cung Văn hóa Lao động Hữu nghị Việt Xô, Hà Nội
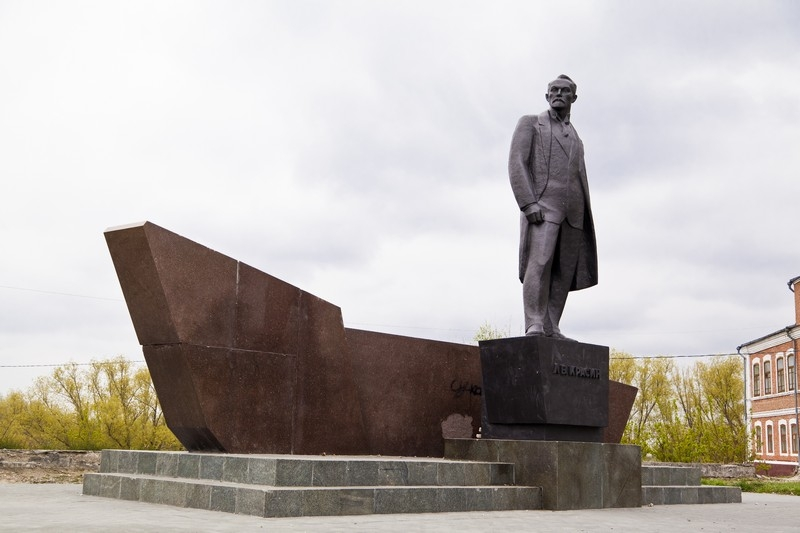
Đài tưởng niệm Leonid Krasin, Kurgan
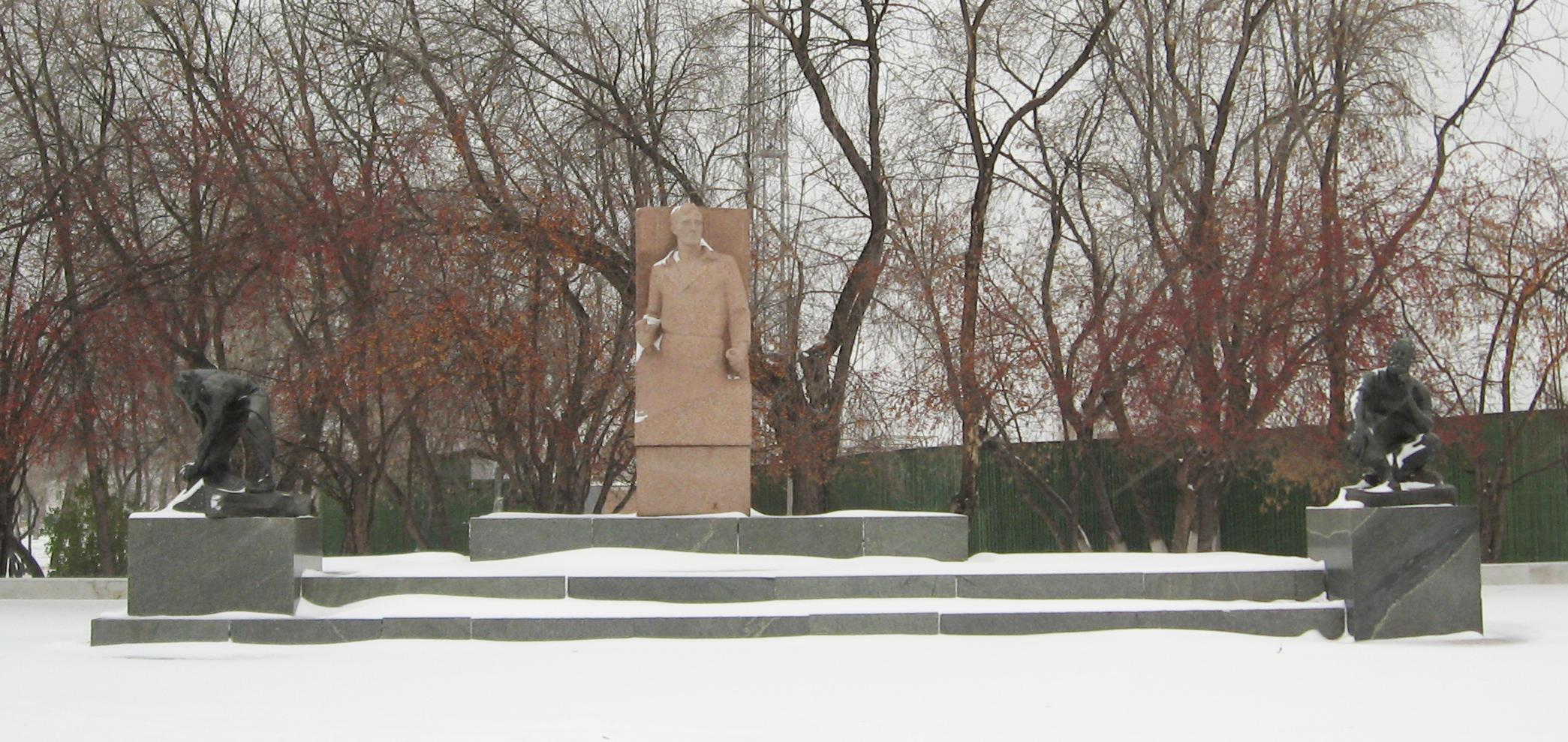
Đài tưởng niệm I. D. Shadr, Shadrinsk
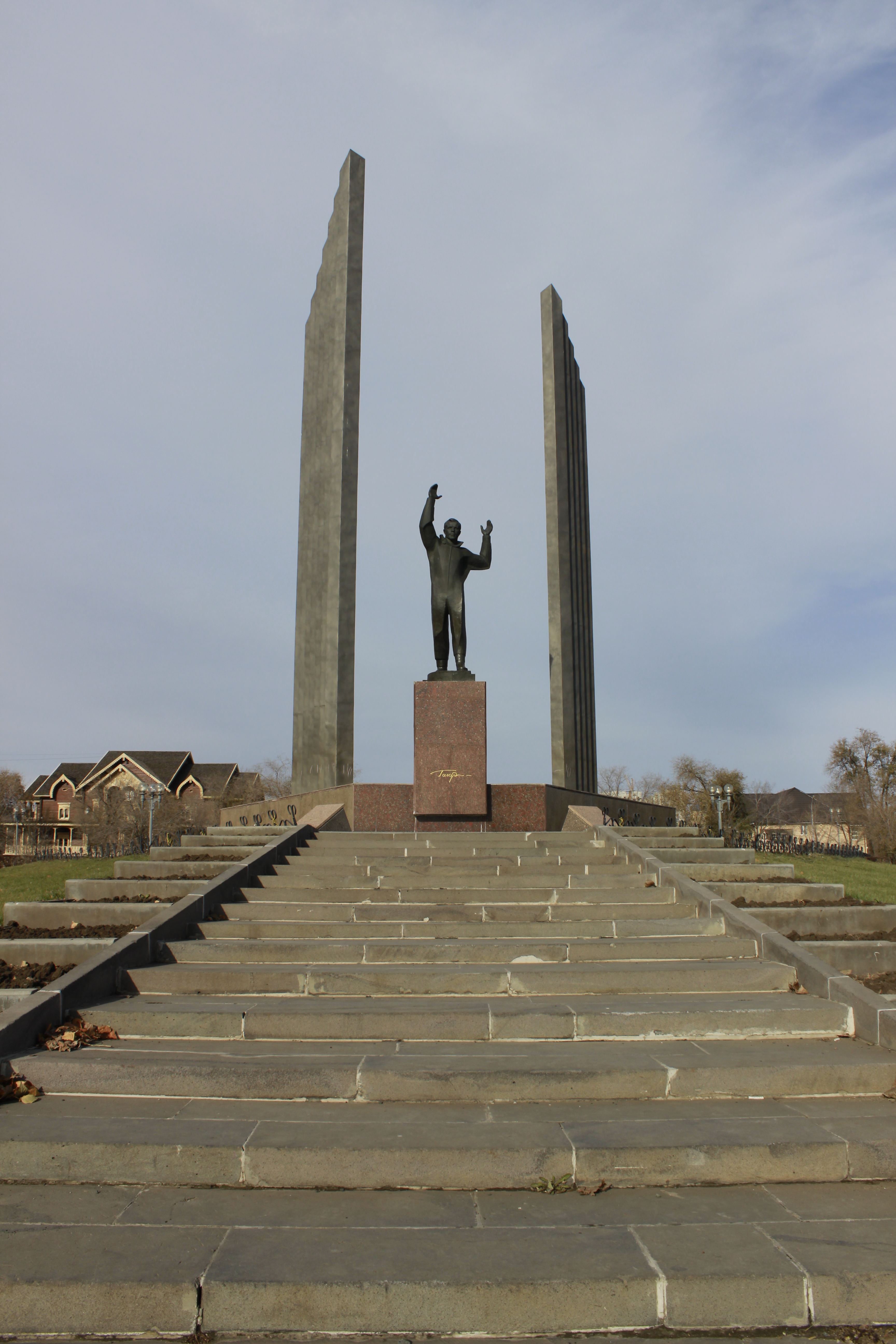
Đài tưởng niệm Yuri Gagarin, Orenburg
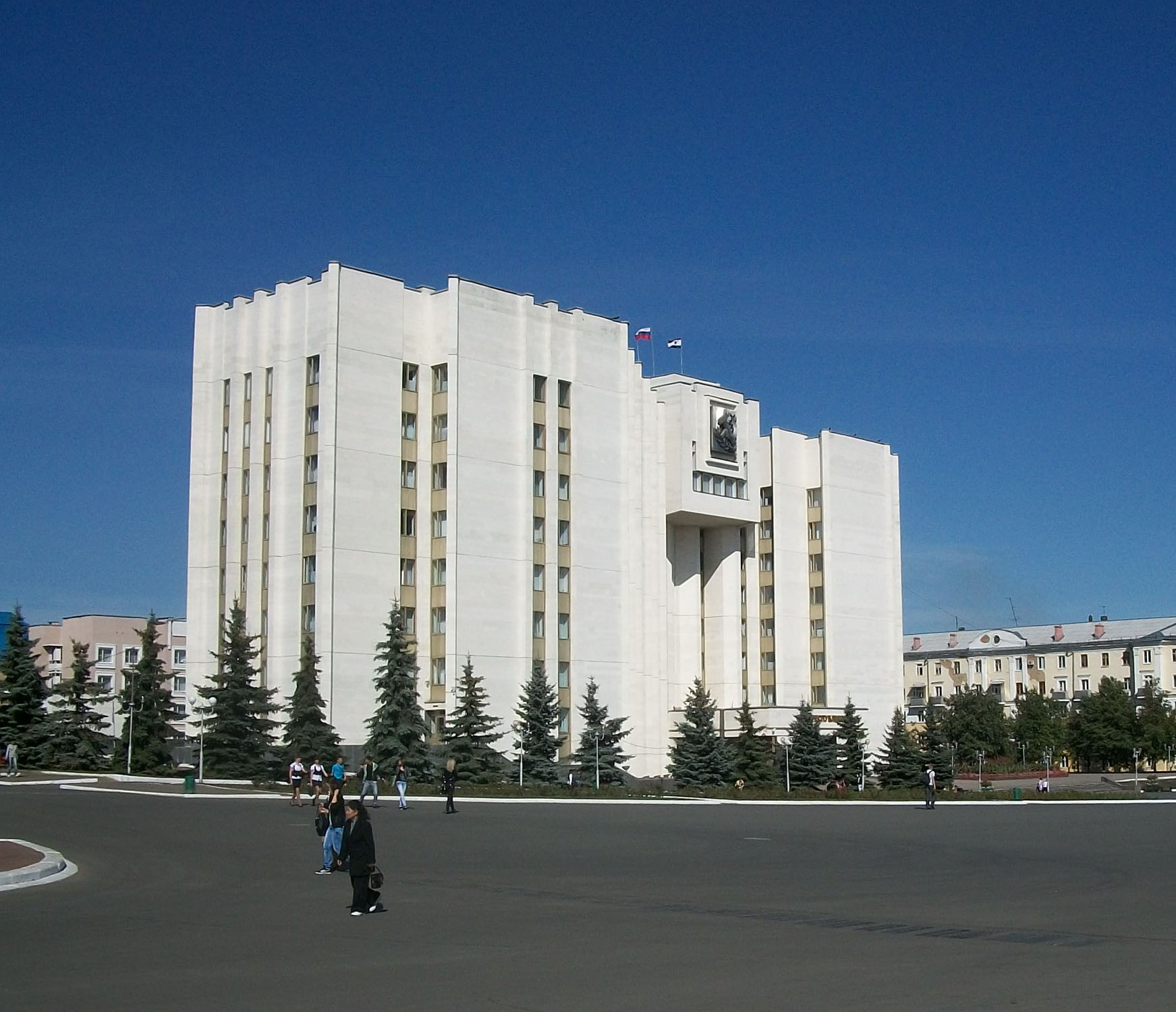
Tòa nhà cộng hòa, Saransk